# Necrodes
Necrodes är ett släkte av skalbaggar som beskrevs av Leach 1815. Necrodes ingår i familjen asbaggar.
Släktet innehåller bara arten Necrodes littoralis.

## Bildgalleri

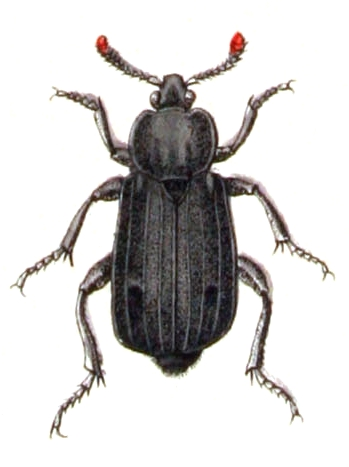
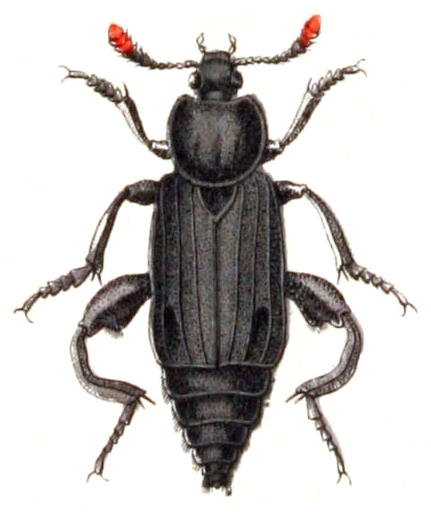
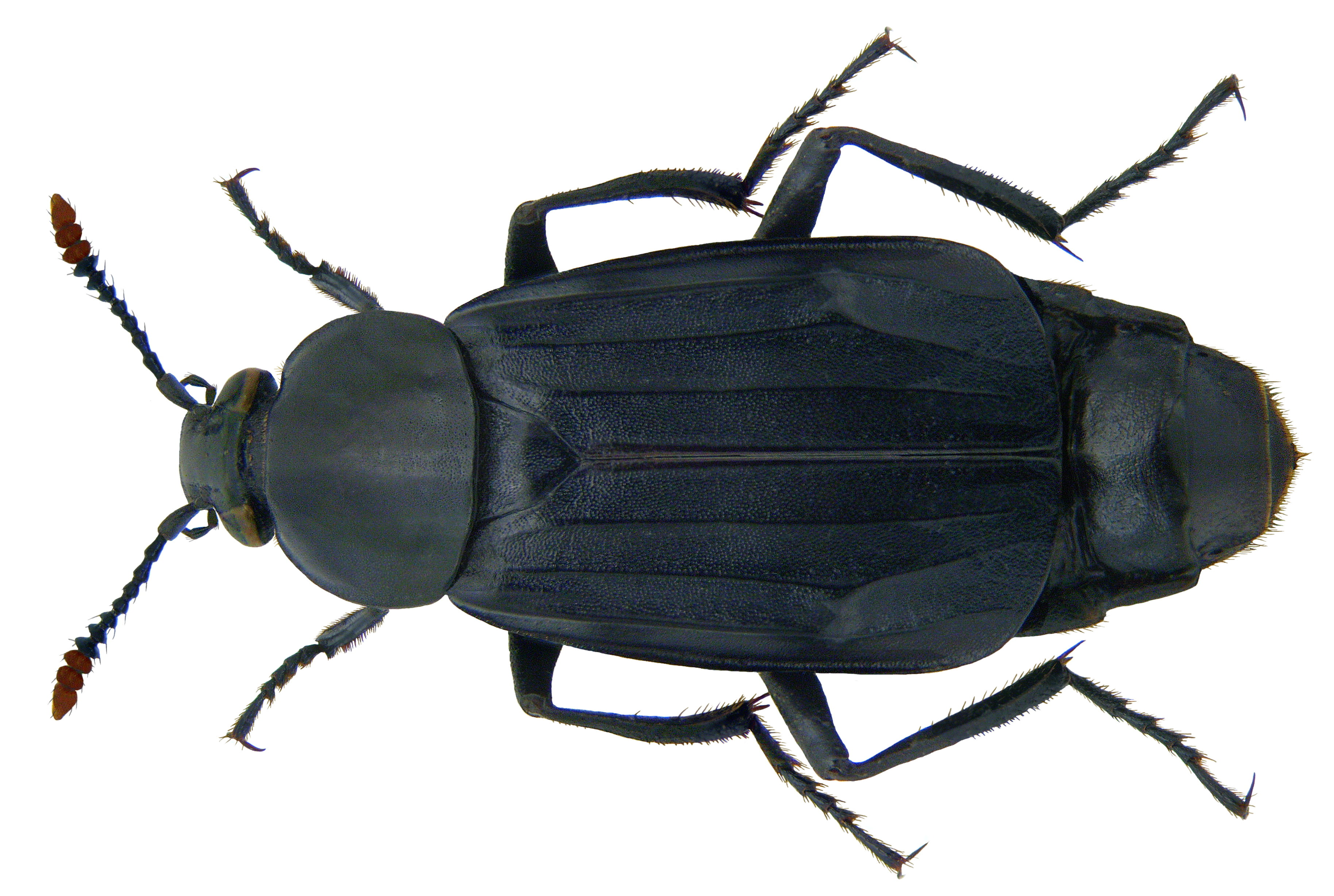
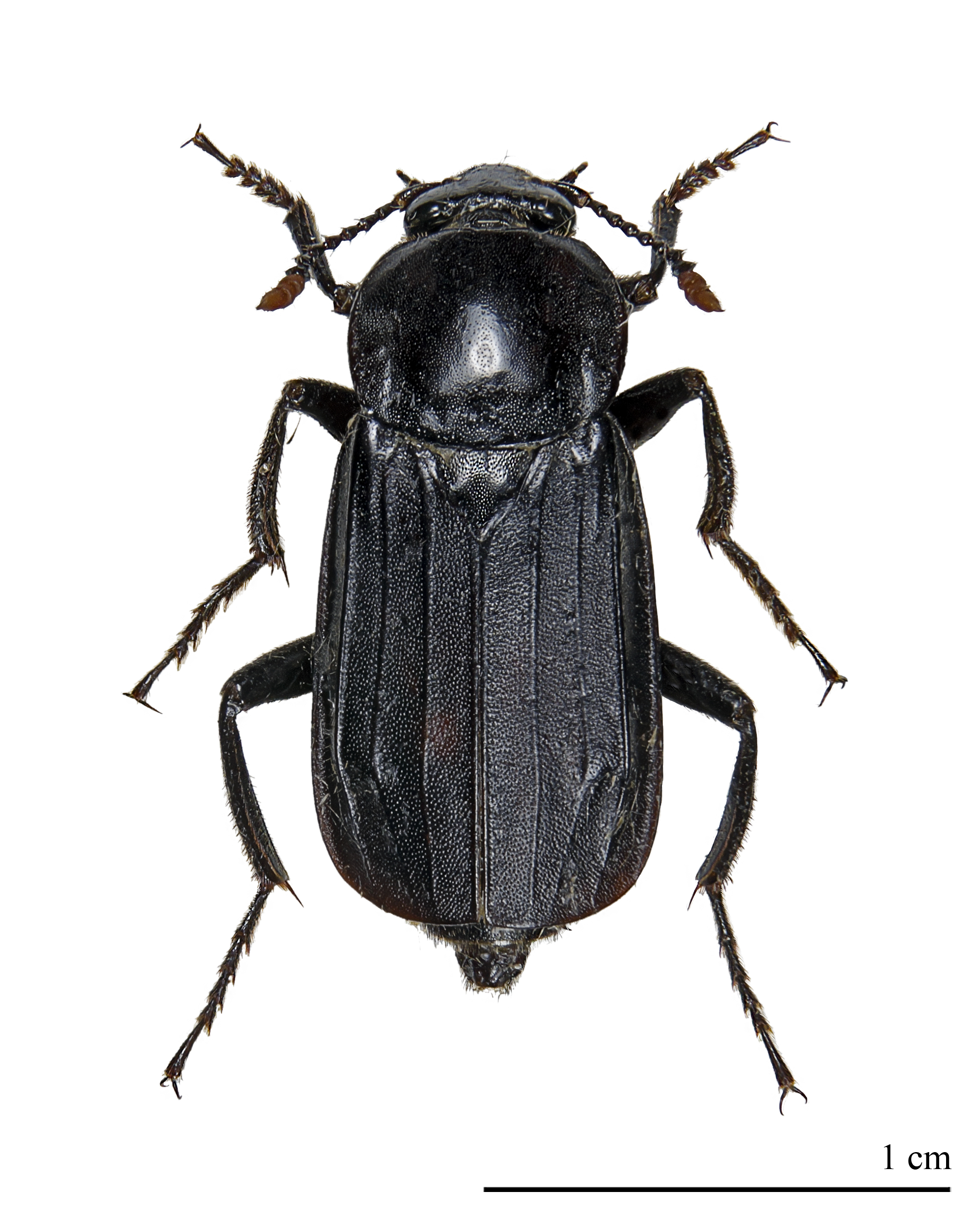
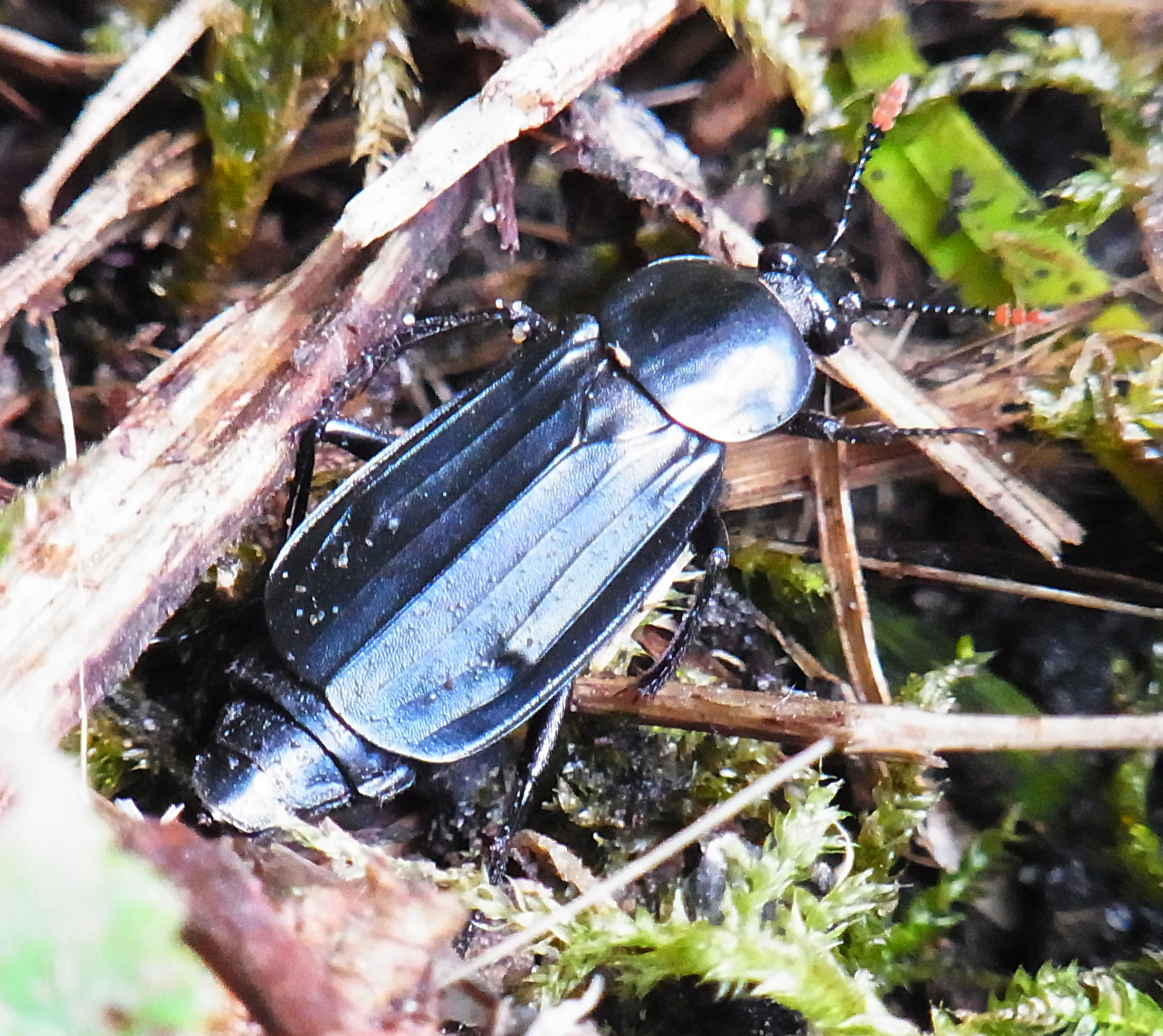
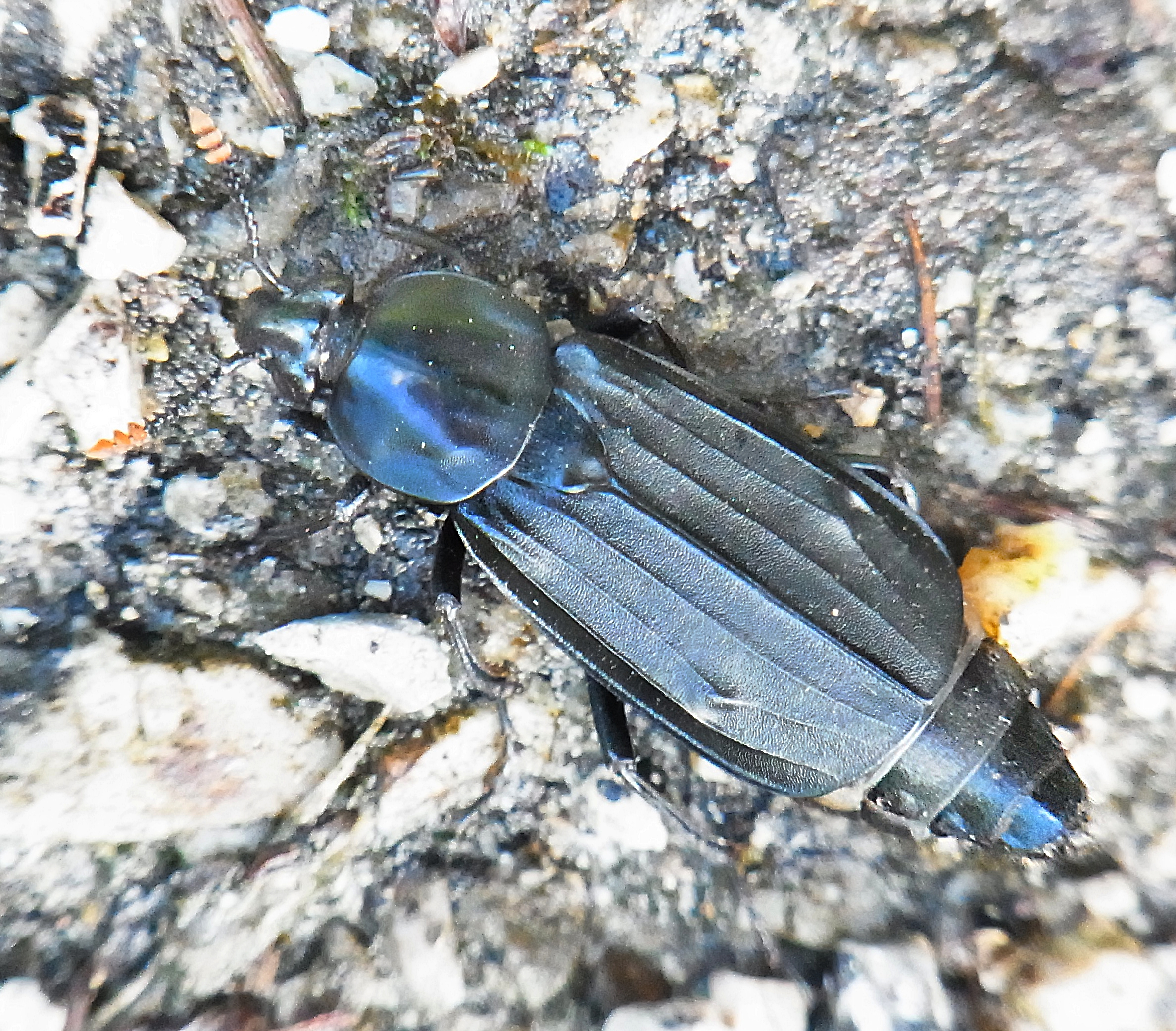